# Bert Kipling
Pas d'image ? Cliquez ici

a Compétitions nationales et continentales officielles uniquement.

b Matchs officiels uniquement.
Herbert George Kipling dit Bert Kipling, né le 24 décembre 1903 à Kimberley (Afrique du Sud) et mort le 13 septembre 1981 à East London, est un joueur de rugby à XV qui a joué avec l'équipe d'Afrique du Sud. Il évoluait au poste de talonneur.

## Carrière
Bert Kipling dispute son premier test match le 5 décembre 1931 contre le pays de Galles. Il joua son dernier test match contre l'Australie, le 2 septembre 1933. Il joue avec la province des Griquas en 1931-1932. En 1933, il évolue au Transvaal, qui dispute la Currie Cup. De 1931 à 1933, il dispute les 9 matchs que jouent les Springboks.
Les Sud-africains font une tournée en Grande-Bretagne et en Irlande en 1931-1932. Ils battent le pays de Galles 8-3 à Swansea, ils l'emportent 8-3 contre l'Irlande. Ils gagnent le 2 janvier ensuite 7-0 contre l'Angleterre. Puis ils battent l'Écosse 6-3 avec deux essais de Danie Craven et du capitaine Bennie Osler. C'est un grand chelem. Les Wallabies effectuent leur première tournée en Afrique du Sud en 1933 pour une série de cinq test matchs, qui est gagnée par les Springboks 3 victoires à 2. Ce sont leurs premières confrontations. 

## Statistiques en équipe nationale
- 9 test matchs avec l'équipe d'Afrique du Sud
- Sélections par année : 2 en 1931, 2 en 1932, 5 en 1933